# Condado de Cedar (Missouri)
O Condado de Cedar é um dos 114 condados do Estado americano de Missouri. A sede do condado é Stockton, e sua maior cidade é Stockton. O condado possui uma área de 1291 km² (dos quais 58 km² estão cobertos por água), uma população de 13 733 habitantes, e uma densidade populacional de 11 hab/km² (segundo o censo nacional de 2000). O condado foi fundado em 1845.